# Di Li Nibani
De Di Li Nibani (voluit Isole di Li Nibani, Galluresisch voor "eiland van de meeuwen") zijn een groep kleine rotseilandjes in de La Maddalena-archipel voor de noordoostkust van het Italiaanse eiland Sardinië.
De eilanden bestaan uit graniet. Het grootste eiland is ongeveer zevenhonderd meter lang en is sikkelvormig.
De Di Li Nibani-eilanden vormen een habitat voor de Tyrreense muurhagedis. De eilanden herbergen ook meerdere vogelsoorten, waaronder de meeuwen waarnaar de Di Li Nibani zijn vernoemd.
Het IOTA-nummer van de eilanden is, in tegenstelling tot de meeste andere eilanden in de La Maddalena-archipel, EU-165. De Italian Islands Award-referentie (I.I.A., gegeven aan natuurlijke eilanden) was SS-030. Inmiddels hebben de eilanden in de Mediterranean Islands Award de code MIS-012.